# Castel Volturno
Castel Volturno liegt an der Westküste Italiens in der Provinz Caserta der Region Kampanien ca. 35 km nordwestlich von Neapel und ca. 35 km westlich von Caserta. Die Stadt, die auch eine Gemeinde ist, liegt an der Mündung des gleichnamigen Flusses Volturno. Namensgeber ist das Kastell am Flussufer, dessen Wurzeln auf das 9. Jahrhundert zurückgehen. In der Antike lag an der Flussmündung die Stadt Volturnum. Castel Volturno war eine Siedlung der Samniten und danach der Etrusker. Die Stadt liegt an der früheren Via Domitiana, die 1954 mit einer Brücke über den Volturno wieder errichtet wurde.
Zum Verwaltungsbezirk von Castel Volturno gehören die Villaggio Coppola (oder Pinetamare) und die Villaggio del Sole.
Im Jahr 2010 lebten in Castel Volturno etwa 25.000 Einheimische und etwa 18.000 afrikanische Flüchtlinge. Heute (2019) sind es noch rund 25.000 Menschen, geschätzt zwei Drittel von ihnen sind Zugewanderte.

## Neuere Geschichte
Während der faschistischen Ära wurde die Umgebung der Stadt trockengelegt. Nach dem Bau einer neuen überregionalen Straße entlang der früheren Via Domitiana und einer Brücke über den Volturno nahm die Landwirtschaft ab 1954 einen Aufschwung.
Die Strandanlagen wurden nach dem Zweiten Weltkrieg zu einem Ferienort ausgebaut. Urlaubsgäste waren unter anderem Angehörige eines nahegelegenen US-Army-Stützpunktes. Nach einem Erdbeben 1980 in der Region Kampanien quartierte die italienische Regierung in den Ferienwohnungen vorübergehend Obdachlose ein. Danach ließen die Hausbesitzer die Wohnungen leerstehen und vermieteten sie später an afrikanische Arbeitsmigranten. Seitdem verfällt die Wohnsubstanz des Badeortes kontinuierlich. Wegen der illegalen Müllentsorgung durch die Camorra wird der Strand trotz regelmäßiger Säuberungen von Müll überschwemmt. Giftige Abfälle der illegalen Mülldeponien verseuchen den Strand und zwingen zu einem nahezu kompletten Badeverbot. Die Strandsiedlung Villaggio Coppola wurde vom Camorra-Clan der Casalesi illegal in den 1970er-Jahren errichtet. Aufgrund eines Beschlusses des Regionalrats (Consiglio Regionale della Campania) aus dem Jahr 2010 sollte die Villaggio Coppola, die zugleich der drittgrößte illegal errichtete Wohnkomplex der Welt ist, eigentlich abgerissen werden. Heute (2019) wird er von mittellosen italienischen und afrikanischen Hausbesetzern bewohnt.

### Afrikanische Einwanderung – Menschenhandel
Nach Angaben des Camorra-Gegners Roberto Saviano soll von der Camorra in den 2000er-Jahren Castel Volturno ausländischen Clans „komplett […] überlassen“ worden sein, nämlich „Clans aus Lagos und Benin City“ – zum Zwecke des Kokainhandels und für den Transit von Prostituierten nach ganz Europa. Trotz der Dominanz der nigerianischen Mafia-Clans organisieren kirchliche Einrichtungen, darunter die Ordensgemeinschaft der Comboni-Missionare, eine soziale und moralische Alternative gegenüber den Clans. Viele Verbrechen würden von Angehörigen der afrikanischen Immigranten verhindert oder aufgeklärt. Saviano hält Castel Volturno für eine Stadt der Zukunft, da diese von Einwanderern kontrolliert und verwaltet werde – kriminellenfeindliche Kräfte sollten daher unbedingt unterstützt werden.
Im Gegensatz dazu behauptete eine Fernsehreportage von Spiegel TV unter Berufung auf den italienischen Journalisten Sergio Nazarro, dass die Entwicklung afrikanischer Verbrecherclans nach dem Vorbild der Camorra erst in Italien eingesetzt hätte. Ihm zufolge sei der Ort das Epizentrum der nigerianischen Mafia, „seitdem die italienische Mafia verstärkt in legale Wirtschaftszweige investiert und dort ihre Milliarden wäscht.“ Tatsächlich werden, einer Spiegel-Reportage aus dem Jahr 2019 zufolge, junge Frauen aus Nigeria, nicht zuletzt auch von den Eltern, zur Prostitution in Italien bzw. Castel Volturno gedrängt. An einer Frau, die sich dann aber vor Ort doch weigerte, wurde ein Exempel statuiert. Es herrsche aufgrund der nigerianischen Banden vor Ort ein Klima der Angst, sodass viele Prostituierte eingeschüchtert seien und nicht zur Polizei gingen.

## Reportagen
- Gestrandet zwischen Müll und Mafia – Afrikanische Flüchtlinge in Italien. Fernseh-Reportage, Deutschland, 2010, 15:31 Min., Regie: Gudrun Altrogge, Produktion: Spiegel TV Magazin, Erstsendung: 20. Juni 2010 bei RTL
- Arrivederci Dolce Vita – Italien in der Krise (Brennpunkt Europa – Kontinent in der Krise). Fernseh-Reportage. Deutschland, 2019. Produktion: Spiegel TV Magazin, Erstsendung: 21. August 2019.
- Die schwarze Axt – Nigerias Mafia in Deutschland. Fernseh-Reportage. Deutschland, 2021, 44:02 Min., Produktion: ZDFinfo, Erstsendung: 28. Januar 2021